# Préliminaires
Préliminaires je studiové album amerického zpěváka Iggy Popa. Album vyšlo v roce 2009 a produkoval ho Hal Cragin. Hudba na tomto albu je pro Iggy Popa netradiční, odklonil se zde od punk rocku k jazz fusion.

## Seznam skladeb
| Pořadí         | Název                              | Autor                     | Délka |
| -------------- | ---------------------------------- | ------------------------- | ----- |
| 1.             | Les feuilles mortes                | Kosma, Prévert            | 3:55  |
| 2.             | I Want to Go to the Beach          | Pop                       | 2:53  |
| 3.             | King of the Dogs                   | Armstrong, Pop            | 2:02  |
| 4.             | Je sais que tu sais                | Aimé, Cragin, Pop         | 3:12  |
| 5.             | Spanish Coast                      | Cragin, Pop               | 3:59  |
| 6.             | Nice to Be Dead                    | Cragin, Pop               | 2:49  |
| 7.             | How Insensitive                    | De Moraes, Gilbert, Jobim | 3:03  |
| 8.             | Party Time                         | Cragin, Pop               | 2:08  |
| 9.             | He's Dead“ / „She's Alive          | Pop                       | 2:00  |
| 10.            | A Machine for Loving               | Cragin, Houellebecq, Pop  | 3:16  |
| 11.            | She's a Business                   | Cragin, Pop               | 3:11  |
| 12.            | Les feuilles mortes (Marc's Theme) | Kosma, Prévert            | 3:53  |
| Celková délka: | Celková délka:                     | Celková délka:            | 36:19 |

## Sestava
- Iggy Pop – zpěv, kytara
- Hal Cragin – baskytara, kytara, perkuse
- Jon Cowherd – piáno
- Kevin Hupp – bicí, konga
- Tim Ouimette – trubka